# Morbus Kitahara (Roman)
Morbus Kitahara ist ein Roman von Christoph Ransmayr. Es handelt sich um eine dystopische Alternativweltgeschichte, in deren beschriebener Welt ein im Krieg besiegtes Land (Parallelen zu Deutschland und Österreich nach dem Zweiten Weltkrieg) nach der Niederlage deindustrialisiert und in eine Agrargesellschaft zurückverwandelt wird (Parallelen zum Morgenthau-Plan).

## Inhalt
Kurz vor Kriegsende und dem Inkrafttreten des Friedens von Oranienburg wird der am Traunsee gelegene Kurort Moor von gegnerischen Bombern beschossen. Die Frau des Dorfschmieds, welcher seit Jahren als Soldat an der nordafrikanischen Front kämpft, kann sich gerade noch rechtzeitig mit einer polnischen Zwangsarbeiterin in den Keller flüchten, wo sie drei Wochen verfrüht ihren zweiten Sohn Bering zur Welt bringt. Zwei Jahre nach Kriegsende kehrt der Vater mit dem letzten Zug vor dem Beginn der Schienendemontage nach Hause zurück und verstört Bering, der seine ersten Lebensjahre zusammen mit Hühnern in einer Kammer verbrachte, derart, dass dieser wochenlang nur zu gackern vermag und später den Spitznamen Vogelmensch erhält.
Moor hingegen wird nacheinander von vier Besatzungsmächten besetzt, bis schließlich amerikanische Soldaten das endgültige Kommando übernehmen. Letztere haben beschlossen, die Kriegsverlierer in ein vorindustrielles Zeitalter zurückzuversetzen und darum technische Anlagen wie Kraftwerke und Fabriken sowie Infrastruktur wie Bahnschienen zu demontieren. Dieser sogenannte Stellamour-Plan, benannt nach einem amerikanischen Richter und Gelehrten, sieht vor, dass sich die Einwohner selbst ernähren und versorgen sollen und zwar auf niedrigstem Lebensstandard. In Moor durchgeführt wird dieser Plan durch Major Elliot. Dieser lässt außerdem im naheliegenden Steinbruch zum Gedenken an die dort geschundenen und verendeten Zwangsarbeiter übermannsgroße Buchstaben ausmeißeln, die in den Sätzen gipfeln: „Hier liegen elftausendneunhundertdreiundsiebzig Tote erschlagen von den Eingeborenen dieses Landes. Willkommen in Moor.“ Mehrmals im Jahr lässt Elliot zudem die Einwohner Moors in Gefangenenkleidung im Granitbruch antreten und von Fotografien bekannte Lagerszenen als wiederholte Sühnemaßnahme nachspielen.
Einige von der Deindustrialisierung frustrierte Menschen bzw. entwurzelte Städter organisieren sich unterdessen in marodierenden Räuberbanden. So wird Moor – wie viele andere Dörfer auch – von Gruppen heimgesucht, die Schutzgeld bzw. den Feuergroschen als Gegenleistung für das Verschonen der Häuser vor dem Niederbrennen verlangen. Eines Tages, als Major Elliot schon längst nach Amerika zurückgekehrt ist und die Armeekontrollen innerhalb der Besatzungszone immer mehr abgenommen haben, wird Bering von einer solchen Bande überfallen. Er kann sich in sein Haus retten, wo er mit der heimlich aufbewahrten Pistole seines Vaters einen der Angreifer erschießt. Bering leidet fortan an Schuldgefühlen; sein allmählich erblindender Vater hingegen verliert immer mehr den Kontakt zur Realität, sein Leben erschöpft sich in den Erinnerungen an die Kriegserlebnisse. Berings Mutter hingegen verirrt sich endgültig in religiösen Wahnvorstellungen.
Bering kümmert sich fortan alleine um den elterlichen Hof und nimmt zudem die Stelle des Dorfschmieds in Moor ein, wobei er bald ein ungewöhnliches mechanisches Talent entwickelt, ansonsten aber ungebildet bleibt. Eines Tages, Bering ist inzwischen dreiundzwanzig Jahre alt, fährt der Steinbruchverwalter und Armee-Kontaktmann Ambras, der auch als Hundekönig bekannt ist, seinen Wagen – den letzten in der gesamten Region – zu Schrott; Bering bietet ihm an, das Fahrzeug zu reparieren. Durch sein Instandsetzungsgeschick erwirbt er das Vertrauen des Ambras und zieht zu ihm und seinen halbwilden Hunden in die requirierte Steinbruchvilla, wo er u. a. durch mehrere dort aufgefundene amerikanische Schallplatten seine Liebe zur Musik entdeckt. Er erhält auch eine funktionsfähige, aus dem Besitz Elliots stammende Militärpistole und wird der Leibwächter und Fahrer von Ambras.
Dieser war früher Fotograf und wurde aufgrund eines Verhältnisses mit einer Jüdin zur Zwangsarbeit in den Moorer Steinbruch geschickt. Im Arbeitslager erlitt er Qualen und Folterungen, so wurde er z. B. an seinen hinter seinem Rücken zusammengebundenen Armen aufgehängt, was ihm schließlich die Schultergelenke ausrenkte. Seither verspürt er große Schmerzen in seinen Armen und ist nicht fähig, diese über die Höhe seiner Schultern hinaus anzuheben. Nach seiner Befreiung suchte er vergeblich nach seiner verschollenen Geliebten und kehrte schließlich nach Moor zurück, wo er von Elliot mit der Verwaltung des Steinbruchs betraut wurde. Aufgrund seiner Stellung als Statthalter der Besatzungsmacht wird er von den Einwohnern gehasst, was sich später auch auf Bering überträgt.
Hin und wieder taucht die auch Brasilianerin genannte eigenbrötlerische Grenzgängerin und Schmugglerin Lily in der Villa auf. Sie wird sowohl von Besatzungsmacht als auch von Dorfbevölkerung geduldet, da sie aufgrund ihrer hervorragenden Ortskenntnisse unentdeckt zwischen den Besatzungszonen umherwandern kann und begehrte Dinge wie z. B. Treibstoff, Gewürze, ehemalige Ordensabzeichen, seltene Steine usw. als Tauschwaren mitbringt. Lily kam ursprünglich als fünfjähriges Wiener Flüchtlingskind nach Moor, wo einige der befreiten Zwangsarbeiter ihren Vater als ehemaligen Aufseher eines anderen Lagers erkannten und daraufhin zu töten versuchten.
Zwar konnten sie gestoppt werden, ihr schwer verletzter Vater wurde jedoch von den Besatzungsmächten verschleppt; sie und ihre Mutter warteten jahrelang vergebens auf ihn. 19 Jahre später starb die Mutter und Lily zog in den Wetterturm des ehemaligen Strandbades ein. Neben Bering ist sie die einzige Zivilperson der Region, die eine Waffe besitzt: Sie hat auf ihren Wanderungen ein in Vergessenheit geratenes Militärdepot entdeckt und dadurch ein Scharfschützengewehr, das sie allerdings selten mitführt. Zwei oder drei Mal im Jahr geht sie auf „Jagd“: Ihr „Wild“ sind dabei Mitglieder jener Banden, die für eine alleine im Gebirge umherziehende Frau stets Vergewaltigung oder sogar Ermordung bedeuten können.
Während eines von den Amerikanern veranstalteten Rockkonzerts kommen Lily und Bering einander kurzzeitig näher und küssen einander schließlich in einem Ansturm von Begeisterung. Nach dem Konzert bemerken sie, dass Ambras verschwunden ist, und finden ihn von einer Bande kahlköpfiger Männer umringt, die Bering mit seiner Waffe verschrecken kann. Auf der Heimfahrt über die Feldwege versucht er, den Schlaglöchern auszuweichen, die in der Nacht nur noch dunkle Schatten und Flecken auf der Straße sind; doch er muss feststellen, dass sich manche dieser Flecken mit seinem Blick mitbewegen und auch am nächsten Tag sein Gesichtsfeld trüben. Bering befürchtet, blind zu werden, sagt es aber seinem Herrn nicht, in der Furcht, seine Stelle als Leibwächter und Fahrer zu verlieren.
Lily, die sich seit dem Kuss auf dem Konzert wieder distanziert gegenüber Bering verhält, findet Berings Vater völlig verstört mitten auf einem Gebirgspass in der Sperrzone. Dieser glaubt, sich noch immer im Wüstenkrieg zu befinden, und wird in Begleitung seines Sohnes und Lilys zum „Tiefland“ in ein Militärlazarett in die Stadt Brand gebracht. Beim Überqueren eines Dolinenfeldes treffen sie auf Hühnerdiebe, die die Hühner noch lebendig mit sich tragen, um das Fleisch frisch zu erhalten. Bering ist zutiefst erbost und ergreift Lilys Waffe, noch ehe sie reagieren kann, und erschießt einen der beiden. Sie versteht seine Beweggründe nicht, weswegen diese Tat ihre Beziehung sehr stark eintrübt und Lily weiter auf Distanz zu ihm gehen lässt.
Als Bering sie während des weiteren Rittes nach Brand auf seine wachsende Sehschwäche aufmerksam macht, rät sie ihm, am nächsten Tag im Lazarett einen auf Augenkrankheiten spezialisierten Sanitäter zu besuchen. In der Nacht davor erfährt er während einer öffentlichen Freudenfeier, dass die Amerikaner nach über zwanzig Jahren Weltkrieg nun auch Japan mittels Atombombenabwurf bezwungen haben und der „Weltfriede“ nahe sei. Am folgenden Tag wird er vom Sanitäter untersucht und bekommt mitgeteilt, dass seine Krankheit Morbus Kitahara heiße, die dunklen Flecken durch Berings „Starren“ entstanden seien und von selbst verschwänden, würde er damit aufhören. Mit einem durch Lily vermittelten Helikoptermitflug gelangt der erleichterte Bering zurück nach Moor.
Doch gemeinsam mit dem Militärhubschrauber kommt auch der Befehl nach Moor, das gesamte Seegebiet zu räumen, da der Granitsteinbruch nicht mehr rentabel sei; die gesamte Region soll in ein Militärübungsgelände umgewandelt werden. Schon vor der Abreise Berings nach Brand hatte Ambras die Hälfte der Arbeiter im Steinbruch entlassen, da zu viel Schotter und zu wenig reiner grüner Granit gewonnen wurde.
Gemeinsam mit den unterdessen demontierten technischen Anlagen des Steinbruchs werden Ambras und Bering nach Brasilien zu einem weiteren Abbauort des seltenen grünen Granits beordert, wobei sie von Lily begleitet werden, deren Traum es schon immer war, nach Santos auszuwandern, dem ursprünglichen Ziel ihrer Eltern. Während der Schiffsüberfahrt stellt Bering fest, dass die dunklen Flecken auf seinen Augen verschwunden sind. In Brasilien angekommen, werden sie von einer Frau namens Muyra empfangen. Sie zeigt ihnen die Gegend und u. a. auch den neuen Steinbruch, von dem aus sie eine im Meer gelegene Inselgruppe erblicken können.
Als sie erfahren, dass eine dieser Inseln Hundsinsel genannt wird, weil sie einst eine Gefangeneninsel war und nun von verwilderten Hunden bewohnt wird, beschließen sie, am Dreikönigstag einen Bootsausflug dorthin zu unternehmen.
Vor der Insel trifft die im Boot wartende und zwischenzeitlich ungeduldig gewordene Lily zwei Fischer, von denen sie sich zurück an die Küste bringen lässt, da sie befürchtet, den Bus gen Santos zu verpassen; Muyra schenkt sie zum Abschied ihren Militärregenmantel. Bering und Ambras haben unterdessen die Insel erkundet und sich dabei mehr und mehr in ihren Erinnerungen an das jahrelange relativ isolierte Moorer Lagerleben verstrickt. Schließlich erschießt Bering versehentlich Muyra, die er für Lily hält, weil sie deren Mantel trägt; dann erklimmt er in seiner Verzweiflung eine Felswand und beauftragt Ambras, ihn zu sichern. Ambras jedoch erkennt Bering nicht mehr, hält ihn für einen Lagerwärter und lässt das Seil fahren, ehe er selbst in den Abgrund stolpert und während des Fallens glaubt, zum ersten Mal seit seiner Folterung seine Arme frei über die Schultern heben zu können.

## Rezeption
Die Rezeption von Christoph Ransmayrs Roman Morbus Kitahara ist geprägt von einer intensiven literaturwissenschaftlichen Auseinandersetzung mit den Themen Schuld, Erinnerung und Vergangenheitsbewältigung. Kritiker und Literaturwissenschaftler heben besonders die dystopische Darstellung einer alternativen Nachkriegswelt hervor, in der die Alliierten eine radikale Rückentwicklung der Gesellschaft durchsetzen. Diese Konzeption wird häufig als literarische Reflexion über den historischen Morgenthau-Plan interpretiert, der eine ähnliche Politik für das besiegte Deutschland vorsah.
Im Mittelpunkt der Besprechungen steht die symbolische Bedeutung des Romantitels: Die namensgebende Augenkrankheit „Morbus Kitahara“ wird als Metapher für die moralische und gesellschaftliche Verengung der Nachkriegsgesellschaft gelesen. Die Figuren, insbesondere der traumatisierte Sohn Bering, verkörpern die tiefgreifenden psychischen und physischen Folgen des Krieges und der gesellschaftlichen Verwüstung.
Rezensenten betonen zudem die parabelhafte Struktur des Romans. Ransmayr entwirft eine Welt, in der der gesellschaftliche Wiederaufbau nach dem Krieg ausbleibt und stattdessen eine systematische Rückentwicklung erfolgt. Dies wird als literarische Strategie gewertet, um Fragen nach Schuld, Erinnerung und Identität auf eine verfremdete, aber eindringliche Weise zu thematisieren.
In der literaturwissenschaftlichen Diskussion wird Morbus Kitahara als bedeutendes Werk der deutschsprachigen Gegenwartsliteratur gewürdigt, das historische Fakten mit Fiktion verknüpft und grundlegende moralische und gesellschaftliche Fragen in einer radikal veränderten Welt stellt.

## Ausgaben
- Christoph Ransmayr: Morbus Kitahara. S. Fischer Verlag, Frankfurt am Main 1995, ISBN 3-10-062908-6.